# Passauer Bistumsblatt
Das Passauer Bistumsblatt ist eine katholische Wochenzeitung des Bistums Passau. Es versteht sich als Organ des Bischofs zu den Gläubigen seiner Diözese, informiert und kommentiert Ereignisse im Bistum und in der Weltkirche.

## Geschichte
Erstmals erschienen ist das Bistumsblatt unter dem Namen Mitteilungsblatt des Bischöflichen Stuhls am 1. Juli 1936 auf Betreiben des damaligen Bischofs Sigismund Felix Freiherr von Ow-Felldorf, wobei der Bischof noch vor der Veröffentlichung starb.
Im Jahre 2007 erfolgte eine Neuausrichtung des Bistumsblattes. Produktion und Vertrieb wurden an den neu gegründeten Verlag Passauer Bistumsblatt GmbH übertragen. Bis Juli 2007 war Pfarrer Hans Würdinger Chefredakteur. Mit der Umstrukturierung wurde ab September 2007 Werner Windpassinger sein Nachfolger. Gleichzeitig wurde die Stelle um die Funktion des alleinigen Geschäftsführers erweitert, sodass Windpassinger sowohl für den redaktionellen als auch kaufmännischen Bereich zuständig war. Im März 2009 wurde er von Wolfgang Krinninger abgelöst. Verlagsleiter und Herausgeber ist Generalvikar Klaus Metzl.
Anfang 2022 fusionierten das Passauer Bistumsblatt und der Altöttinger Liebfrauenbote. Im Untertitel des Bistumsblatts erscheint nun der Zusatz „vereint mit dem Altöttinger Liebfrauenboten“. Mit der Fusion wurde die Zeitung als Betrieb gewerblicher Art (BgA) Teil der Diözese Passau KdöR. Seit der Umstellung wird das Bistumsblatt auch als ePaper vertrieben.

## Auflage
Im vierten Quartal des Jahres 2023 hatte das Passauer Bistumsblatt eine verkaufte Auflage von 9.515 Exemplaren.